# 로안 윌손
로안 로베르토 윌손 고르돈(스페인어: Roan Roberto Wilson Gordon, 2002년 5월 1일 ~ )은 코스타리카의 축구 선수로 포지션은 미드필더이다. 현재 포르투갈 프리메이라리가의 클럽인 질 비센트에서 활약하고 있다.